# The Bravest
Pour plus de détails, voir Fiche technique et Distribution.
The Bravest (烈火英雄, Lie huo ying xiong, litt. « Héros du feu ») est un film dramatique chinois réalisé par Tony Chan et sorti en 2019 en Chine. Il s'inspire des événements de la marée noire du port de Xingang (en) de juillet 2010 lors de laquelle la rupture et l'explosion de deux pipelines avaient fait déverser 1 500 tonnes de pétrole dans la mer Jaune, créant une nappe s'étendant jusqu'à 946 km².
Il totalise plus de 150 millions $ au box-office chinois de 2019 et est l’un des sept films principaux produits pour célébrer le 70e anniversaire de la fondation de la République populaire de Chine. 

## Synopsis
Après l'explosion d'un pipeline de pétrole, un réservoir de stockage d'une capacité maximum de 100 000 mètres cubes explose à son tour et menace de faire exploser les réservoirs de pétrole adjacents à tout moment. De plus, tout cela a lieu près d'une zone de stockage de produits chimiques dangereux et extrêmement inflammables. Les pompiers se débattent alors avec courage pour enrayer la propagation de l'incendie et sauver l'ensemble de la ville comptant des millions d'habitants

## Fiche technique
- Titre original : 烈火英雄
- Titre international : The Bravest
- Réalisation : Tony Chan
- Scénario : Wang Chao
- Production : Andrew Lau
- Société de production : Bona Film Group Limited (zh)
- Société de distribution : Shanghai Bona Culture Media
- Pays d’origine :  Chine
- Langue originale : mandarin
- Format : couleur
- Genres : drame
- Durée : 120 minutes
- Date de sortie :
  - Chine : 1er août 2019

## Distribution
- Huang Xiaoming
- Jiang Du
- Tan Zhuo (en)
- Zhang Zhehan (en)
- Yang Zi
- Oho Ou (en)
- Hou Yong (en)